# Теорема Гуревича
У математиці теорема Гуревича є важливим твердженням у алгебричній топології, що пов'язує групи гомотопій і гомологій за допомогою відображення, що називається гомоморфізмом Гуревича. Теорема названа на честь Вітольда Гуревича.

## Твердження теореми

### Абсолютна версія
Для будь-якого лінійно зв'язаного топологічного простору X і додатного числа n існує гомоморфізм груп
{\displaystyle h_{*}\colon \pi _{n}(X)\to H_{n}(X),}
що називається гомоморфізмом Гуревича і відображає n-ну група гомотопій у n-ну групу гомологій (із цілочисловими коефіцієнтами).  Гомоморфізм Гуревича задається у такий спосіб: нехай {\displaystyle u_{n}\in H_{n}(S^{n})}  є канонічним генератором (група {\displaystyle H_{n}(S^{n})} є ізоморфною адитивній групі цілих чисел і має два генератори) і елемент {\displaystyle [f]\in \pi _{n}(X)} є класом еквівалентності відображення {\displaystyle f:S^{n}\to X.} Тоді відображення f породжує відображення {\displaystyle f_{*}:H_{n}(S^{n})\to H_{n}(X)} і за означенням {\displaystyle h_{*}([f])=f_{*}(u_{n})\in H_{n}(X).}
Теорема Гуревича стверджує, що для {\displaystyle n=1} цей гомоморфізм породжує ізоморфізм
{\displaystyle {\tilde {h}}_{*}\colon \pi _{1}(X)/[\pi _{1}(X),\pi _{1}(X)]\to H_{1}(X)}
між абелізацією першої групи гомотопій (фундаментальної групи) і першою групою гомологій.
Для {\displaystyle n\geq 2} у випадку, якщо X є {\displaystyle (n-1)}-зв'язаним простором (тобто {\displaystyle \pi _{i}(X)\cong 0,\quad 1\leq i\leq n-1}), відображення Гуревича {\displaystyle h_{*}\colon \pi _{n}(X)\to H_{n}(X)} є ізоморфізмом, а відображення Гуревича {\displaystyle h_{*}\colon \pi _{n+1}(X)\to H_{n+1}(X)} є епіморфізмом 

### Відносна версія
Для будь-якої пари топологічних просторів {\displaystyle (X,A)} і цілого числа {\displaystyle k>1} існує гомоморфізм
{\displaystyle h_{*}\colon \pi _{k}(X,A)\to H_{k}(X,A)}
із відносних груп гомотопій у відносні групи гомологій. Відносна теорема Гуревича стверджує, що якщо {\displaystyle X} і {\displaystyle A} є зв'язаними і пара цих просторів є {\displaystyle (n-1)}-зв'язаною (тобто {\displaystyle \pi _{i}(X,A)\cong 0,\quad 1\leq i\leq n-1}), то {\displaystyle H_{k}(X,A)=0} для {\displaystyle k<n} і {\displaystyle H_{n}(X,A)} одержується із {\displaystyle \pi _{n}(X,A)} факторизацією дії групи {\displaystyle \pi _{1}(A)}. Доведення цього варіанту теореми є у, наприклад, книзі Whitehead, (1978).

### Версія для трійок просторів
Для кожної трійки просторів {\displaystyle (X;A,B)} (тобто простору X і підпросторів A, B) і цілого числа {\displaystyle k>2} існує гомоморфізм
{\displaystyle h_{*}\colon \pi _{k}(X;A,B)\to H_{k}(X;A,B)}
із групи гомотопій трійки у групу гомологій трійки. У цьому випадку також
{\displaystyle H_{k}(X;A,B)\cong H_{k}(X\cup (C(A\cup B))).}
Теорема Гуревича для трійок просторів стверджує, що якщо X, A, B і {\displaystyle C=A\cap B} є зв'язаними просторами, пари просторів {\displaystyle (A,C)} і {\displaystyle (B,C)} є {\displaystyle (p-1)}-зв'язаними і {\displaystyle (q-1)}-зв'язаними відповідно і трійка {\displaystyle (X;A,B)} є {\displaystyle (p+q-2)}-зв'язаною, тоді {\displaystyle H_{k}(X;A,B)=0} для всіх {\displaystyle k<p+q-2} і {\displaystyle H_{p+q-1}(X;A)} одержується із {\displaystyle \pi _{p+q-1}(X;A,B)} факторизацією дій групи {\displaystyle \pi _{1}(A\cap B)} і узагальнених груп Вайтгеда. Доведення цього твердження використовує теореми вищого порядку типу ван Кампена для гомотопічних груп трійок, при чому використовується поняття {\displaystyle \operatorname {cat} ^{n}}-групи n-куба просторів.

### Версія для симпліційних множин
Варіант теореми Гуревича можна також дати для n-зв'язаних симпліційних множин, що задовольняють умову Кана.

### Раціональна теорема Гуревича
Раціональна теорема Гуревича: Нехай X є однозв'язаним топологічним простором, для якого {\displaystyle \pi _{i}(X)\otimes \mathbb {Q} =0} для {\displaystyle i\leq r}. Відображення Гуревича 
{\displaystyle h\otimes \mathbb {Q} \colon \pi _{i}(X)\otimes \mathbb {Q} \longrightarrow H_{i}(X;\mathbb {Q} )}
породжує ізоморфізм для {\displaystyle 1\leq i\leq 2r} і є сюр'єктивним для {\displaystyle i=2r+1}.